# 纤溶酶
纤溶酶(英語：Plasmin，EC 3.4.21.7 )，或译为血浆酶、胞浆素,化学式为C4004H6117O1305N1111S58。是血浆中的一种重要酶用以降解许多血浆蛋白，包括纤维蛋白凝块。纤维蛋白的降解被称为纖溶作用。在人类中，纤溶酶是由PLG 基因轉譯而成

## 功能

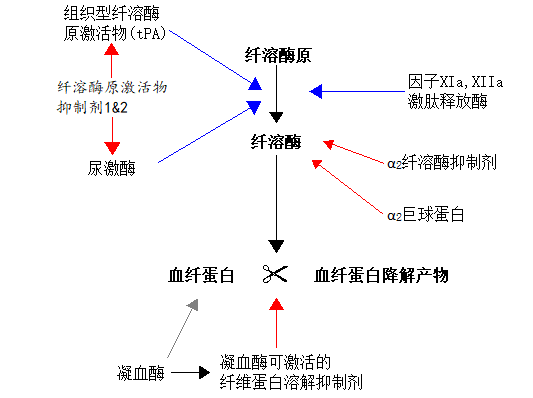
纤维蛋白溶解（简化）。蓝色箭头表示刺激，红色箭头表示抑制。

纖溶酶與胰蛋白酶同屬一種丝氨酸蛋白酶，可以降解血栓。除了纖溶作用之外，纖溶酶也可透過多種方式降解其他蛋白質，例如活化膠原蛋白酶，或是某些補體調控物質。纖溶酶也能促使濾泡壁弱化，進而促進排卵。纖溶酶能夠降解纖維蛋白、纤连蛋白、thrombospondin、層蛋白，以及von Willebrand因子。

## 病理學
缺乏纖溶酶會造成血栓無法及時溶解，進而導致血栓形成。另外，缺乏纖溶酶原的大鼠也會有肝臟修復障礙、傷口癒合障礙，及生殖功能異常等問題。
人類有種罕見疾病稱為第一型纖溶酶原缺損症（OMIM 217090），即是因PLG基因變異，患者常會發生木樣結膜炎。

## 交互作用
纖溶酶能與Thrombospondin 1、Alpha 2-antiplasmin，和IGFBP3進行交互作用。

## 延伸阅读
- Shanmukhappa, Kumar; Mourya, Reena; Sabla, Gregg E.; Degen, Jay L.; Bezerra, Jorge A. . Proceedings of the National Academy of Sciences. 2005-07-19, 102 (29): 10182–10187. Bibcode:2005PNAS..10210182S. ISSN 0027-8424. PMC 1177369 . PMID 16006527. doi:10.1073/pnas.0501691102 （英语）.
- Anglés-Cano, Eduardo; Rojas, Gertrudis. . Biological Chemistry. 2002-01-23, 383 (1): 93–99. ISSN 1431-6730. PMID 11928826. doi:10.1515/BC.2002.009.
- Ranson, Marie; Andronicos, Nicholas M. . Frontiers in Bioscience: A Journal and Virtual Library. 2003-05-01, 8: s294-s304. ISSN 1093-9946. PMID 12700073. doi:10.2741/1044.